# Al-Qalam
Al-Qalam "O Cálamo" (em árabe: سورة القلم) é a 68ª sura do Alcorão com 52 ayats.